# Anja Althaus
Anja Althaus (født 3. september 1982 i Magdeburg) er en tidligere tysk håndboldspiller der senest spillede for Győri Audi ETO KC som stregspiller, hvor hun også nåede at vinde EHF Champions League 2017-18. Hun optrådte fra 2002 til 2014 for Tysklands håndboldlandshold.
Privat danner hun par med den tidligere Viborg HK spiller Nicolai Hansen og nuværende topdommer.

## Klubhold
Hun begyndte at spille håndbold i Sportclub Magdeburg som 8-årig ,og da hun var fyldt 16 år flyttede hun til HC Niederndodeleben der på daværende tidspunkt spillede i den 2. bedste liga. I 2000 skiftede hun til Triers største klub DJK/MJC Trier der spillede i Bundesligaen. I 2003 vandt klubben det tyske mesterskab.
Althaus underskrev 15. januar 2007 en toårig kontrakt med Viborg HK gældende fra sommeren 2007. Siden er kontrakten blevet forlænget to gange, så hun har kontrakt med Viborg HK til sommeren 2012.
I februar 2012 meddelte Althaus, at hun ville forlade Viborg HK i indeværende sæson grundet manglende spilletid siden trænerskiftet fra Jakob Vestergaard til Martin Albertsen, som foretrak klubbens nytilkomne norske landsholds-stregspiller, Marit Malm Frafjord.
I sæsonen 2012/2013 og 2013/2014 repræsenterede Anja Althaus den tyske mesterskabsvinder Thüringer HC. Hun skrev efterfølgende i 2014 en kontrakt med den makedonske storklub ŽRK Vardar, men offentliggjorde at hun ville stoppe karrieren i 2017. Hun fik efterfølgende et tilbud fra den ungarsk storklub Györi Audi ETO KC, som hun ikke kunne sige nej til.
Til sommeren 2018, stopper Althaus endegyldigt karrieren.

## Landshold
Hun fik debut på det tyske A-landshold den 5. april 2002 i Neubrandenburg i en kamp mod Ungarn. Få dage før Europamesterskaberne 2010 i Danmark havde hun i alt spillet 172 kampe og scoret 383 mål for nationalmandskabet.

## Portræt
Følgende karakteristik af Althaus som spiller stod at læse på den danske damehåndbold-nyhedsportal, Europamester.dk i anledning af hendes 29 års fødselsdag i 2011:
Althaus er det man kalder en hård nyser, som hvad enten hun spiller forsvar eller angreb virkelig leverer varen for sit hold, hun er en stor pige og med de mange tatoveringer og det farvede hår, må hun nogle gange virke lidt skræmmende på modstanderne.
Man kan mene hvad man vil om Anja Althaus kontante spillestil, men man kommer ikke udenom at hun også er en damn dygtig håndboldspiller, at hun kan gribe og score siger næsten sig selv for en stregspiller på det niveau, men hun gør det bedre end de fleste og så har Althaus en fantastisk god placeringsevne, ikke mindst hendes sammenspil med Grit Jurack er exceptionelt flot og noget som fortjener sit eget kapitel i historien om Viborg HK i de her år.Link til original side med notits (nederst) Arkiveret 17. oktober 2011 hos  Wayback Machine